# Аддуш, Мохаммед
Мохаммед Аддуш (араб. حدوش محمد‎; род. 19 августа 1984, Сиди-Бель-Аббес) — алжирский шахматист, гроссмейстер (2014).

## Шахматная карьера
Многократный чемпион Алжира (2005, 2009, 2011—2015, 2017).
Многократный участник различных соревнований в составе национальной сборной по шахматам:
- 5 олимпиад (2006—2014).
- 3 Африканские игры (2003—2011). Выиграл «серебро» в команде (2003) и две золотые медали в индивидуальном зачёте (2003, 2007).
- 2 Панарабские игры (2007—2011). Выиграл бронзовую медаль в команде (2007).

Участник 9-го Кубка мира (2017) в г. Тбилиси (выбыл из турнира в первом раунде, проиграв Дин Лижэню), а также 6-ти личных чемпионатов Африки по шахматам (2003, 2009—2013, 2015, 2017).
В составе команды «Constantine» участник 13-го клубного чемпионата по шахматам среди арабских стран (2013) в г. Монастире, где выиграл серебряную медаль в индивидуальном зачёте.

## Спортивные результаты
| Год  | Город          | Турнир                         | + | − | = | Результат | Место |
| ---- | -------------- | ------------------------------ | - | - | - | --------- | ----- |
| 2006 | Турин          | 37-я Олимпиада                 | 5 | 3 | 4 | 7 из 12   |       |
| 2008 | Дрезден        | 38-я Олимпиада                 | 4 | 5 | 0 | 4 из 9    |       |
| 2010 | Ханты-Мансийск | 39-я Олимпиада                 | 3 | 4 | 3 | 4½ из 10  |       |
| 2012 | Стамбул        | 40-я Олимпиада                 | 4 | 2 | 4 | 6 из 10   |       |
| 2014 | Тромсё         | 41-я олимпиада                 | 6 | 2 | 2 | 7 из 10   |       |
| 2017 | Тбилиси        | Кубок мира (против Дин Лижэня) | 0 | 1 | 1 | ½ из 2    |       |

## Изменения рейтинга
| Графики недоступны из-за технических проблем. См. информацию на Фабрикаторе и на mediawiki.org. |